# Kimmeria
Kimmeria – prehistoryczny mikrokontynent istniejący około 200 mln lat temu.
Kimmeria stanowiła szeroki pas wzdłuż północnego wybrzeża Gondwany, nim oderwała się w późnym karbonie. Następnie, w postaci jednolitego mikrokontynentu, czy też łańcucha wielkich wysp, podryfowała na północ. Pod sunącą na północ płytą kimmeryjską ulegała subdukcji oceaniczna płyta oceanu Paleotetydy, natomiast na południe od niej tworzyła się nowa skorupa oceanu Tetydy.
W późnym triasie Kimmeria od południa uderzyła w kontynent proto-azjatycki – Kazachstanię i platformę chińską. Zderzenie wywołało potężne ruchy górotwórcze – orogenezę kimmeryjską, w której powstały góry nieustępujące wysokością dzisiejszym Himalajom. Płyta kimmeryjska, na której posadowiony był kontynent Kimmerii, została następnie częściowo subdukowana pod płytę eurazjatycką. Następnie Kimmeria podczas zderzenia płyty eurazjatyckiej z płytami indyjską i arabską została zgnieciona i wyniesiona w postaci szeregu płaskowyżów, które dziś są jej pozostałościami – Wyżyna Anatolijska, Wyżyna Armeńska, Wyżyna Irańska, Wyżyna Tybetańska i wewnętrzne górskie tereny Półwyspu Indochińskiego.

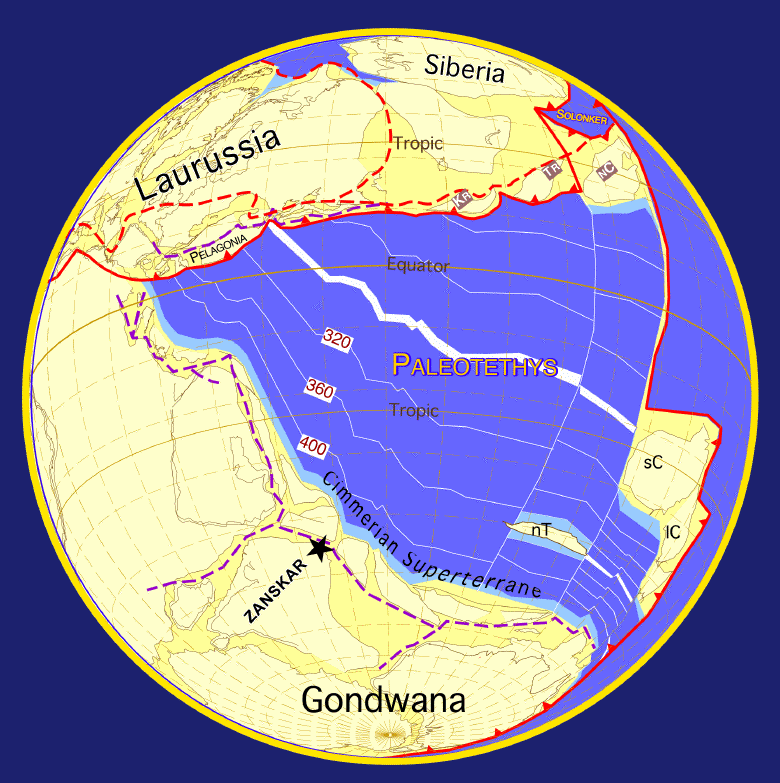
Kimmeria około 290 mln lat temu
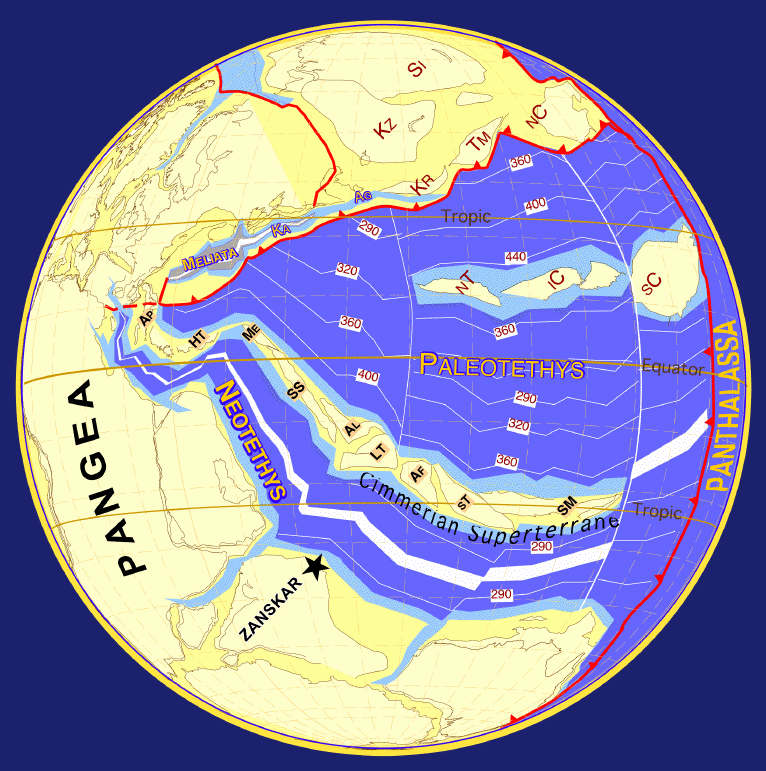
Kimmeria około 249 mln lat temu
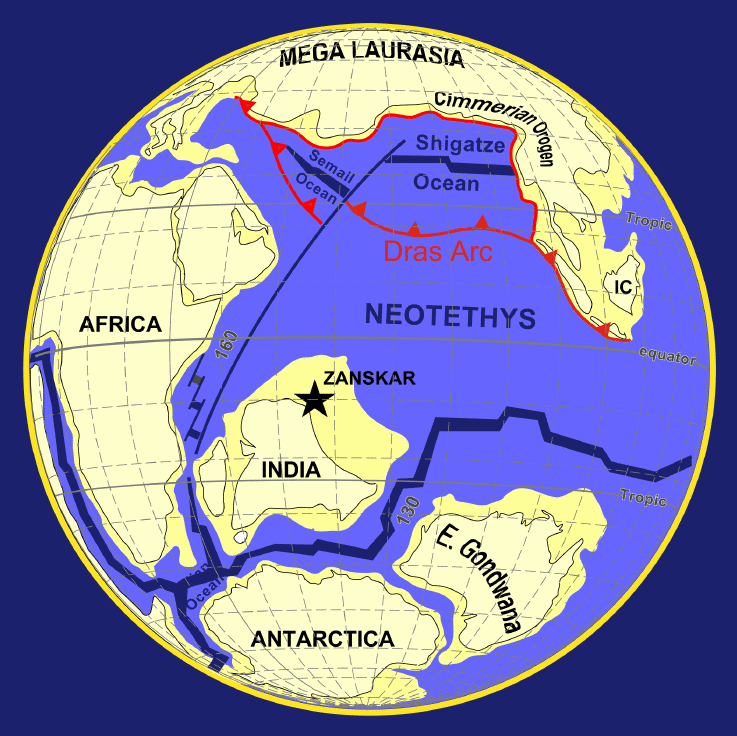
Kommeria około 200–190 mln lat temu